# Grand Prix Emilia Romagna 2023
Grand Prix Emilia Romagna 2023 (oficiálně Formula 1 Qatar Airways Gran Premio del Made in Italy e dell'Emilia-Romagna 2023) byl plánovaný závod Formule 1, který se měl konat 21. května 2023 na okruhu Autodromo Internazionale Enzo. e Dino Ferrari v Imole, v Itálii. Dne 17. května oznámilo vedení Formule 1 zrušení závodu kvůli náhlým povodním v regionu.

## Pozadí
Akce se měla konat o víkendu 19.–21. května 2023. Mělo to být šesté kolo mistrovství světa Formule 1 v sezóně 2023.

### Změny kvalifikačního formátu a pravidel pro pneumatiky
Grand Prix měla být jako první ze dvou závodů, které měly vyzkoušet nový kvalifikační formát, který vyžadoval specifické směsi pneumatik. Během první části kvalifikace (Q1) měl jezdec použít tvrdou směs, střední směs během druhé části kvalifikace (Q2) a měkkou směs během třetí části kvalifikace (Q3). Kromě toho měl mít tým pouze 11 sad pneumatik pro závodní víkend namísto 13 v rámci iniciativy, která měla pomoci sportu stát se šetrnějšímu k životnímu prostředí.

### Pořadí šampionátu před závodem
Max Verstappen vedl šampionát jezdců se 119 body, o 14 bodů před svým týmovým kolegou Sergio Pérezem na druhém místě a o 44 bodů před Fernandem Alonsem na třetím místě. Red Bull Racing s 224 body vedl šampionát konstruktérů před Aston Martinem a Mercedesem, kteří byli druzí a třetí se 102 a 96 body.
Vzhledem k tomu, že závod byl zrušen, toto pořadí se přeneslo do následující Grand Prix Monaka.

### Výběr pneumatik
Dodavatel pneumatik Pirelli přinesl směsi pneumatik C3, C4 a C5 (označené jako tvrdé, střední a měkké) pro týmy k použití pro závodní víkend.

## Déšť, povodně a následné zrušení
O víkendu vydalo italské Protezione Civile výstrahu před počasím pro region Emilia-Romagna, kde se měl závod konat. Oblast postihly silné deště, které vedly k záplavám a sesuvům půdy. Dne 16. května 2023 dostali všichni zaměstnanci Formule 1 pokyn, aby opustili paddock s odvoláním na preventivní opatření poté, co bylo hlášeno zvýšení hladiny v nedaleké řece Santerno. Vzhledem k silnému dešti, který padal po celý týden před závodem a po několika zvěstech den předtím italské ministerstvo vyzvalo k odložení závodu. Části dějiště Grand Prix, včetně paddocku Formule 2, byly později po oznámení zrušení závodního víkendu zaplaveny.
Grand Prix, stejně jako doprovodné série Formule 2 a Formule 3, nakonec neproběhly podle plánu. Oficiální prohlášení Formule 1 uvedlo, že rozhodnutí bylo učiněno, protože nebylo možné akci uspořádat s ohledem na bezpečnost fanoušků, týmů a dalšího personálu a odlehčit místním pohotovostním službám, protože na ně byl již tak vyvíjen tlak kvůli škodám po bouři. I když oznámení nevylučovalo možnost konání akce později v tomto roce, bylo považováno za nepravděpodobné, že k tomu dojde kvůli nedostatku logistických kalendářních slotů.
Formule 1 darovala 1 milion Euro Agentuře pro územní bezpečnost a civilní ochranu regionu Emilia-Romagna. Ferrari oznámilo další dar ve výši 1 milionu Euro na sbírku regionu po povodních.